# Gatet
|  | Per a altres significats, vegeu «gató». |

El gatet (Cobitis taenia) és una espècie de peix de la família dels cobítids i de l'ordre dels cipriniformes.
Els mascles poden assolir 13,5 cm de llargària total. Nombre de vèrtebres: 40-42.
Es troba des de la península Ibèrica fins a Sibèria. Viu en zones de clima temperat entre 14 °C - 18 °C de temperatura.
És de costums nocturns i roman ocult sota pedres o colgat a la sorra o el fang durant el dia. És ovípar.
És depredat per Sander lucioperca i Silurus glanis.